# Henry Taylor (Dramatiker)

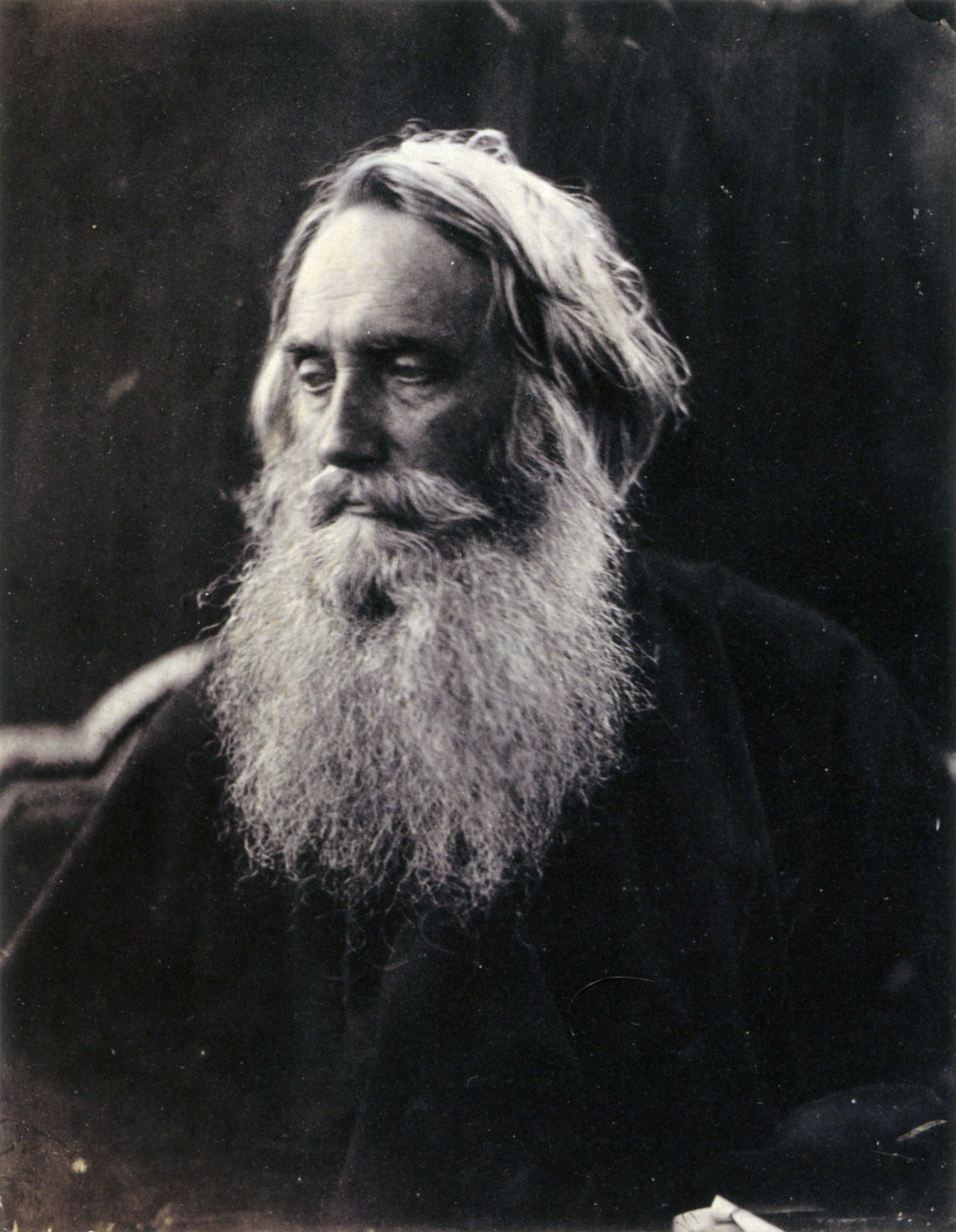
Henry Taylor

Sir Henry Taylor  (* 18. Oktober 1800 in Bishop Middleham, Durham; † 27. März 1886 in Bournemouth) war ein englischer Dramatiker, Dichter und Verfasser von Essays. Er wurde für seine Verdienste um das britische Empire in seinem eigentlichen Beruf als hoher Beamter im britischen Kolonialministerium 1872 von Königin Victoria in den Adelsstand (Knight Commander of the Order of St. Michael and St. George) erhoben.

## Leben
Obwohl sein Vater ein wohlhabender Landwirt war, ging Henry Taylor zunächst für einige Monate zur See und arbeitete im Schifffahrtsamt der Royal Navy, um von 1824 bis 1872 eine lange und äußerst einflussreiche Karriere in der Verwaltung des britischen Kolonialreichs und insbesondere Indiens auszuüben.
Dennoch fand er die Zeit verschiedene Versdramen zu verfassen, sowie als Autor von Komödien, Gedichten und Essays hervorzutreten. Die wenngleich auf den Bühnen kaum als Erfolg geltende Tragödie Philip van Artevelde gilt bei manchem Kritiker aufgrund der guten Charakterstudien als sein bestes Werk. Thematik des Stückes ist der Unabhängigkeitskampf Flanderns gegen die französische Oberherrschaft im 14. Jahrhundert und ihrem Statthalter Philipp van Artevelde, der als Volksführer in der Schlacht bei Roosebeke am 27. November 1382 fiel.
Taylor galt seinen Zeitgenossen als Dramatiker mit großen Qualitäten, dessen Poesie zu den besten Werken des 19. Jahrhunderts gehörte, aber den letzten Schritt zum Genius vermissen ließ.

## Werke
- Isaac Comnenus, Tragödie, 1827
- Philip van Artevelde, Tragödie, 1834 (Philipp van Artevelde’s Tod. Ein Drama von Henry Taylor. Aus dem Englischen übersetzt von A. Heimann. Leipzig 1852)
- The Statesman, Essay 1836
- Edwin the Fair, Drama 1842
- The Eve of the Conquest, Gedicht 1847
- Notes from Life, Essays, 1847
- Notes from Books, Essays, 1849
- The Virgin Widow, Komödie, 1850 (auch unter dem Titel An Sicilian Summer)
- St. Clement’s  Eve, Schauspiel, 1862
- A Welcome, Gedicht 1863
- Autobiography, II 1885
- Works, 5 Bände, 1877 f.
- Correspondence, hrsg. E. Dowden 1888.